# Liga Federal Femenina de Voleibol Argentino de 2025
La Liga Federal Femenina de Voleibol Argentino de 2025 fue la temporada correspondiente a ese año de la tercera división nacional para clubes de voley femenino en dicho país. El torneo fue organizado por la Federación del Voleibol Argentino (FeVA) y en esta edición participaron diecinueve equipos, disputándose entre el 2 y el 11 de febrero de 2025 en la ciudad de San Juan.
Fue la primera edición del torneo en que actúe como tercera división, tras la creación de la Liga Nacional de Vóley Femenino como categoría intermedia. El campeón fue el club mendocino Club Social y Deportivo Gral. San Martín (también conocido como San Martín Pacífico) tras derrotar en la final a Mendoza de Regatas por 3-0.

## Equipos participantes
Zona 1
- Municipalidad de San Martín
- Argentino de Pergamino
- Unión Agraria de C. Caroya
- Banco Hispano
- Unión Amigas por el Vóley

Zona 2
- Mendoza de Regatas
- Ciudad de Nieva
- Esc. M. Baradero
- UPCN
- Selección Argentina Juvenil

Zona 3
- Unión Oncativo
- Monteros Vóley
- Obras Sanitarias (San Juan)
- Esc. M. Choique
- UVT

Zona 4
- Universidad Nacional de San Juan
- DARD
- C. Gral. San Martín
- Almafuerte Las Varillas

## Fase regular

### Zona 1
| Pos. | Equipo                               | Pts | Partidos | Partidos | Partidos | Sets | Sets | Sets | Puntos | Puntos | Puntos |
| Pos. | Equipo                               | Pts | PJ       | PG       | PP       | SG   | SP   | SR   | PG     | PP     | PR     |
| ---- | ------------------------------------ | --- | -------- | -------- | -------- | ---- | ---- | ---- | ------ | ------ | ------ |
| 1.º  | Municipalidad de Gral. San Martin    | 12  | 4        | 4        | 0        | 12   | 0    | -    | 302    | 213    | 1.418  |
| 2.º  | Club Hispano SJ                      | 7   | 4        | 2        | 2        | 8    | 6    | 1.33 | 323    | 286    | 1.129  |
| 3.º  | Club Atlético Argentino de Pergamino | 5   | 4        | 2        | 2        | 6    | 9    | 0.67 | 319    | 345    | 0.925  |
| 4.º  | Club Juventud Agraria Colon          | 3   | 4        | 1        | 3        | 4    | 9    | 0.44 | 254    | 312    | 0.814  |
| 5.º  | Unión de Amigas por el vóley         | 3   | 4        | 1        | 3        | 4    | 10   | 0.40 | 289    | 331    | 0.873  |

|  | Avanza a ronda campeonato |

Fuente: FeVA.
| 03/02/2025 - 09:00 | Municipalidad de Gral. San Martin | 3 - 0                         | Unión de Amigas por el vóley | Velódromo Vicente Alejo Chancay C3, San Juan |  |
|                    |                                   | ( 25/18 25/21 25/19 ) Reporte |                              |                                              |  |

| 03/02/2025 - 10:30 | Club Hispano SJ | 3 - 0   | Club Juventud Agraria Colon | Velódromo Vicente Alejo Chancay C3, San Juan |  |
|                    |                 | Reporte |                             |                                              |  |

| 04/02/2025 - 20:30 | Municipalidad de Gral. San Martin | 3 - 0   | Club Hispano SJ | Estadio Dr. Aldo Cantoni, San Juan |  |
|                    |                                   | Reporte |                 |                                    |  |

| 04/02/2025 - 20:30 | Club Atlético Argentino de Pergamino | 3 - 1   | Unión de Amigas por el vóley | Velódromo Vicente Alejo Chancay C3, San Juan |  |
|                    |                                      | Reporte |                              |                                              |  |

| 05/02/2025 - 17:30 | Club Atlético Argentino de Pergamino | 0 - 3   | Club Juventud Agraria Colon | Velódromo Vicente Alejo Chancay C3, San Juan |  |
|                    |                                      | Reporte |                             |                                              |  |

| 05/02/2025 - 19:00 | Club Hispano SJ | 3 - 0   | Unión de Amigas por el vóley | Velódromo Vicente Alejo Chancay C3, San Juan |  |
|                    |                 | Reporte |                              |                                              |  |

| 06/02/2025 - 09:00 | Municipalidad de Gral. San Martin | 3 - 0   | Club Juventud Agraria Colon | Estadio Dr. Aldo Cantoni, San Juan |  |
|                    |                                   | Reporte |                             |                                    |  |

| 06/02/2025 - 10:30 | Club Atlético Argentino de Pergamino | 3 - 2   | Club Hispano SJ | Estadio Dr. Aldo Cantoni, San Juan |  |
|                    |                                      | Reporte |                 |                                    |  |

| 07/02/2025 - 17:30 | Municipalidad de Gral. San Martín | 3 - 0   | Club Atlético Argentino de Pergamino | Velódromo Vicente Alejo Chancay C2, San Juan |  |
|                    |                                   | Reporte |                                      |                                              |  |

| 07/02/2025 - 19:30 | Club Juventud Agraria Colon | 1 - 3   | Unión de Amigas por el vóley | Velódromo Vicente Alejo Chancay C2, San Juan |  |
|                    |                             | Reporte |                              |                                              |  |

### Zona 2
| Pos. | Equipo                  | Pts | Partidos | Partidos | Partidos | Sets | Sets | Sets | Puntos | Puntos | Puntos |
| Pos. | Equipo                  | Pts | PJ       | PG       | PP       | SG   | SP   | SR   | PG     | PP     | PR     |
| ---- | ----------------------- | --- | -------- | -------- | -------- | ---- | ---- | ---- | ------ | ------ | ------ |
| 1.º  | Club Mendoza de Regatas | 11  | 4        | 4        | 0        | 12   | 3    | 4.00 | 347    | 299    | 1.160  |
| 2.º  | UPCN                    | 10  | 4        | 3        | 1        | 11   | 3    | 3.67 | 333    | 242    | 1.376  |
| 3.º  | C.A. Ciudad de Nieva    | 6   | 4        | 2        | 2        | 7    | 6    | 1.17 | 278    | 304    | 0.914  |
| 4.º  | E.M. V. Baradero        | 3   | 4        | 1        | 3        | 3    | 9    | 0.33 | 257    | 295    | 0.871  |
| 5.º  | Selección Argentina U17 | 0   | 4        | 0        | 4        | 0    | 12   | 0.00 | 234    | 309    | 0.757  |

|  | Avanza a ronda campeonato |

Fuente: FeVA.
| 03/02/2025 - 17:30 | Club Mendoza de Regatas | 3 - 0                         | Selección Argentina U17 | Velódromo Vicente Alejo Chancay C3, San Juan |  |
|                    |                         | ( 25/16 25/19 25/21 ) Reporte |                         |                                              |  |

| 03/02/2025 - 19:00 | UPCN | 3 - 0   | E.M. V. Baradero | Velódromo Vicente Alejo Chancay C3, San Juan |  |
|                    |      | Reporte |                  |                                              |  |

| 04/02/2025 - 09:00 | C.A. Ciudad de Nieva | 3 - 0   | Selección Argentina U17 | Estadio Dr. Aldo Cantoni, San Juan |  |
|                    |                      | Reporte |                         |                                    |  |

| 04/02/2025 - 09:00 | Club Mendoza de Regatas | 3 - 2   | UPCN | Estadio Dr. Aldo Cantoni, San Juan |  |
|                    |                         | Reporte |      |                                    |  |

| 05/02/2025 - 19:00 | C.A. Ciudad de Nieva | 3 - 0   | E.M. V. Baradero | Velódromo Vicente Alejo Chancay C2, San Juan |  |
|                    |                      | Reporte |                  |                                              |  |

| 05/02/2025 - 20:30 | UPCN | 3 - 0   | Selección Argentina U17 | Velódromo Vicente Alejo Chancay C3, San Juan |  |
|                    |      | Reporte |                         |                                              |  |

| 06/02/2025 - 17:30 | Club Mendoza de Regatas | 3 - 0   | E.M. V. Baradero | Estadio Dr. Aldo Cantoni, San Juan |  |
|                    |                         | Reporte |                  |                                    |  |

| 06/02/2025 - 19:00 | UPCN | 3 - 0   | C.A. Ciudad de Nieva | Estadio Dr. Aldo Cantoni, San Juan |  |
|                    |      | Reporte |                      |                                    |  |

| 07/02/2025 - 08:30 | Selección Argentina U17 | 0 - 3   | E.M. V. Baradero | Velódromo Vicente Alejo Chancay C3, San Juan |  |
|                    |                         | Reporte |                  |                                              |  |

| 07/02/2025 - 10:30 | Club Mendoza de Regatas | 3 - 1   | C.A. Ciudad de Nieva | Velódromo Vicente Alejo Chancay C3, San Juan |  |
|                    |                         | Reporte |                      |                                              |  |

### Zona 3
| Pos. | Equipo                  | Pts | Partidos | Partidos | Partidos | Sets | Sets | Sets  | Puntos | Puntos | Puntos |
| Pos. | Equipo                  | Pts | PJ       | PG       | PP       | SG   | SP   | SR    | PG     | PP     | PR     |
| ---- | ----------------------- | --- | -------- | -------- | -------- | ---- | ---- | ----- | ------ | ------ | ------ |
| 1.º  | C.D.y C. Unión Oncativo | 12  | 4        | 4        | 0        | 12   | 1    | 12.00 | 325    | 243    | 1.337  |
| 2.º  | Obras SJ                | 6   | 4        | 2        | 2        | 8    | 7    | 1.14  | 331    | 328    | 1.009  |
| 3.º  | Monteros Vóley Club     | 6   | 4        | 2        | 2        | 7    | 7    | 1.00  | 329    | 308    | 1.068  |
| 4.º  | UVT                     | 4   | 4        | 1        | 3        | 5    | 10   | 0.50  | 290    | 362    | 0.801  |
| 5.º  | E.M. Choique Voley      | 2   | 4        | 1        | 3        | 4    | 11   | 0.36  | 308    | 342    | 0.901  |

|  | Avanza a ronda campeonato |

Fuente: FeVA.
| 03/02/2025 - 19:00 | C.D.y C. Unión Oncativo | 3 - 0   | UVT | Velódromo Vicente Alejo Chancay C2, San Juan |  |
|                    |                         | Reporte |     |                                              |  |

| 03/02/2025 - 20:30 | Obras SJ | 3 - 1   | E.M. Choique Voley | Velódromo Vicente Alejo Chancay C2, San Juan |  |
|                    |          | Reporte |                    |                                              |  |

| 04/02/2025 - 17:30 | C.D.y C. Unión Oncativo | 3 - 0   | E.M. Choique Voley | Estadio Dr. Aldo Cantoni, San Juan |  |
|                    |                         | Reporte |                    |                                    |  |

| 04/02/2025 - 19:00 | Monteros Vóley Club | 1 - 3   | UVT | Estadio Dr. Aldo Cantoni, San Juan |  |
|                    |                     | Reporte |     |                                    |  |

| 05/02/2025 - 09:00 | Monteros Vóley Club | 3 - 1   | Obras SJ | Velódromo Vicente Alejo Chancay C3, San Juan |  |
|                    |                     | Reporte |          |                                              |  |

| 05/02/2025 - 10:30 | E.M. Choique Voley | 3 - 2   | UVT | Velódromo Vicente Alejo Chancay C3, San Juan |  |
|                    |                    | Reporte |     |                                              |  |

| 06/02/2025 - 20:30 | C.D.y C. Unión Oncativo | 3 - 1   | Obras SJ | Estadio Dr. Aldo Cantoni, San Juan |  |
|                    |                         | Reporte |          |                                    |  |

| 06/02/2025 - 20:30 | Monteros Vóley Club | 3 - 0   | E.M. Choique Voley | Velódromo Vicente Alejo Chancay C3, San Juan |  |
|                    |                     | Reporte |                    |                                              |  |

| 07/02/2025 - 15:30 | C.D.y C. Unión Oncativo | 3 - 0   | Monteros Vóley Club | Velódromo Vicente Alejo Chancay C3, San Juan |  |
|                    |                         | Reporte |                     |                                              |  |

| 07/02/2025 - 17:30 | UVT | 0 - 3   | Obras SJ | Velódromo Vicente Alejo Chancay C3, San Juan |  |
|                    |     | Reporte |          |                                              |  |

### Zona 4
| Pos. | Equipo                           | Pts | Partidos | Partidos | Partidos | Sets | Sets | Sets | Puntos | Puntos | Puntos |
| Pos. | Equipo                           | Pts | PJ       | PG       | PP       | SG   | SP   | SR   | PG     | PP     | PR     |
| ---- | -------------------------------- | --- | -------- | -------- | -------- | ---- | ---- | ---- | ------ | ------ | ------ |
| 1.º  | C. S. y D. Gral. San Martín      | 9   | 3        | 3        | 0        | 9    | 1    | 9.00 | 249    | 173    | 1.439  |
| 2.º  | Universidad Nacional de San Juan | 5   | 3        | 2        | 1        | 7    | 6    | 1.17 | 284    | 281    | 1.011  |
| 3.º  | C.D.y B.P.I Almafuerte           | 2   | 3        | 1        | 2        | 4    | 8    | 0.50 | 236    | 261    | 0.904  |
| 4.º  | DARD                             | 2   | 3        | 0        | 3        | 4    | 9    | 0.44 | 234    | 288    | 0.812  |

|  | Avanza a ronda campeonato |

Fuente: FeVA.
| 04/02/2025 - 15:30 | Universidad Nacional de San Juan | 3 - 1                               | C.D.y B.P.I Almafuerte | Velódromo Vicente Alejo Chancay C3, San Juan |  |
|                    |                                  | ( 20/25 28/26 25/20 25/18 ) Reporte |                        |                                              |  |

| 04/02/2025 - 19:00 | DARD | 0 - 3                         | C. S. y D. Gral. San Martín | Velódromo Vicente Alejo Chancay C3, San Juan |  |
|                    |      | ( 18/25 20/25 15/25 ) Reporte |                             |                                              |  |

| 05/02/2025 - 20:30 | Universidad Nacional de San Juan | 1 - 3   | C. S. y D. Gral. San Martín | Velódromo Vicente Alejo Chancay C2, San Juan |  |
|                    |                                  | Reporte |                             |                                              |  |

| 06/02/2025 - 19:00 | DARD | 2 - 3   | C.D.y B.P.I Almafuerte | Velódromo Vicente Alejo Chancay C3, San Juan |  |
|                    |      | Reporte |                        |                                              |  |

| 07/02/2025 - 12:00 | Universidad Nacional de San Juan | 3 - 2   | DARD | Velódromo Vicente Alejo Chancay C2, San Juan |  |
|                    |                                  | Reporte |      |                                              |  |

| 07/02/2025 - 19:30 | C. S. y D. Gral. San Martín | 3 - 0   | C.D.y B.P.I Almafuerte | Velódromo Vicente Alejo Chancay C3, San Juan |  |
|                    |                             | Reporte |                        |                                              |  |

## Ronda complemento
| Pos. | Equipo                       | Pts | Partidos | Partidos | Partidos | Sets | Sets | Sets | Puntos | Puntos | Puntos |
| Pos. | Equipo                       | Pts | PJ       | PG       | PP       | SG   | SP   | SR   | PG     | PP     | PR     |
| ---- | ---------------------------- | --- | -------- | -------- | -------- | ---- | ---- | ---- | ------ | ------ | ------ |
| 1.º  | Selección Argentina U17      | 4   | 2        | 2        | 0        | 6    | 4    | 1.50 | 201    | 208    | 0.966  |
| 2.º  | E.M. Choique Voley           | 3   | 2        | 1        | 1        | 5    | 5    | 1.00 | 217    | 196    | 1.107  |
| 3.º  | Unión de Amigas por el vóley | 2   | 2        | 0        | 2        | 4    | 6    | 0.67 | 197    | 211    | 0.934  |

Fuente: FeVA.
| 08/02/2025 - 19:30 | Unión de Amigas por el vóley | 2 - 3                                     | Selección Argentina U17 | Velódromo Vicente Alejo Chancay C3, San Juan |  |
|                    |                              | ( 23/25 25/15 16/25 25/18 14/16 ) Reporte |                         |                                              |  |

| 10/02/2025 - 12:00 | Unión de Amigas por el vóley | 2 - 3   | E.M. Choique Voley | Velódromo Vicente Alejo Chancay C3, San Juan |  |
|                    |                              | Reporte |                    |                                              |  |

| 11/02/2025 - 08:30 | Selección Argentina U17 | 3 - 2   | E.M. Choique Voley | Estadio Dr. Aldo Cantoni, San Juan |  |
|                    |                         | Reporte |                    |                                    |  |

## Ronda campeonato
|  | Octavos de final                     | Octavos de final |                             |                                   | Cuartos de final | Cuartos de final |  |                             | Semifinales | Semifinales |                      |                         | Final                   | Final |  |
|  |                                      |                  |                             |                                   |                  |                  |  |                             |             |             |                      |                         |                         |       |  |
|  |                                      |                  |                             |                                   |                  |                  |  |                             |             |             |                      |                         |                         |       |  |
|  | UPCN                                 | 3                |                             |                                   |                  |                  |  |                             |             |             |                      |                         |                         |       |  |
|  | UPCN                                 | 3                |                             |                                   |                  |                  |  |                             |             |             |                      |                         |                         |       |  |
|  | C.D.y B.P.I Almafuerte               | 0                |                             |                                   |                  |                  |  |                             |             |             |                      |                         |                         |       |  |
|  | C.D.y B.P.I Almafuerte               | 0                |                             | UPCN                              | 0                |                  |  |                             |             |             |                      |                         |                         |       |  |
|  |                                      |                  |                             | UPCN                              | 0                |                  |  |                             |             |             |                      |                         |                         |       |  |
|  |                                      |                  | Club Mendoza de Regatas     | 3                                 |                  |                  |  |                             |             |             |                      |                         |                         |       |  |
|  | Club Mendoza de Regatas              | 3                | Club Mendoza de Regatas     | 3                                 |                  |                  |  |                             |             |             |                      |                         |                         |       |  |
|  | Club Mendoza de Regatas              | 3                |                             |                                   |                  |                  |  |                             |             |             |                      |                         |                         |       |  |
|  | UVT                                  | 1                |                             |                                   |                  |                  |  |                             |             |             |                      |                         |                         |       |  |
|  | UVT                                  | 1                |                             |                                   |                  |                  |  | CA Ciudad de Nieva          | 0           |             |                      |                         |                         |       |  |
|  |                                      |                  |                             |                                   |                  |                  |  | CA Ciudad de Nieva          | 0           |             |                      |                         |                         |       |  |
|  |                                      |                  | Club Mendoza de Regatas     | 3                                 |                  |                  |  |                             |             |             |                      |                         |                         |       |  |
|  | Municipalidad de Gral. San Martin    | 3                | Club Mendoza de Regatas     | 3                                 |                  |                  |  |                             |             |             |                      |                         |                         |       |  |
|  | Municipalidad de Gral. San Martin    | 3                |                             |                                   |                  |                  |  |                             |             |             |                      |                         |                         |       |  |
|  | DARD                                 | 0                |                             |                                   |                  |                  |  |                             |             |             |                      |                         |                         |       |  |
|  | DARD                                 | 0                |                             | Municipalidad de Gral. San Martin | 2                |                  |  |                             |             |             |                      |                         |                         |       |  |
|  |                                      |                  |                             | Municipalidad de Gral. San Martin | 2                |                  |  |                             |             |             |                      |                         |                         |       |  |
|  |                                      |                  | CA Ciudad de Nieva          | 3                                 |                  |                  |  |                             |             |             |                      |                         |                         |       |  |
|  | Obras SJ                             | 0                | CA Ciudad de Nieva          | 3                                 |                  |                  |  |                             |             |             |                      |                         |                         |       |  |
|  | Obras SJ                             | 0                |                             |                                   |                  |                  |  |                             |             |             |                      |                         |                         |       |  |
|  | CA Ciudad de Nieva                   | 3                |                             |                                   |                  |                  |  |                             |             |             |                      |                         |                         |       |  |
|  | CA Ciudad de Nieva                   | 3                |                             |                                   |                  |                  |  |                             |             |             |                      | Club Mendoza de Regatas | 0                       |       |  |
|  |                                      |                  |                             |                                   |                  |                  |  |                             |             |             |                      | Club Mendoza de Regatas | 0                       |       |  |
|  |                                      |                  | C. S. y D. Gral. San Martín | 3                                 |                  |                  |  |                             |             |             |                      |                         |                         |       |  |
|  | Club Hispano SJ                      | 3                | C. S. y D. Gral. San Martín | 3                                 |                  |                  |  |                             |             |             |                      |                         |                         |       |  |
|  | Club Hispano SJ                      | 3                |                             |                                   |                  |                  |  |                             |             |             |                      |                         |                         |       |  |
|  | Club Atlético Argentino de Pergamino | 2                |                             |                                   |                  |                  |  |                             |             |             |                      |                         |                         |       |  |
|  | Club Atlético Argentino de Pergamino | 2                |                             | Club Hispano SJ                   | 0                |                  |  |                             |             |             |                      |                         |                         |       |  |
|  |                                      |                  |                             | Club Hispano SJ                   | 0                |                  |  |                             |             |             |                      |                         |                         |       |  |
|  |                                      |                  | C. S. y D. Gral. San Martín | 3                                 |                  |                  |  |                             |             |             |                      |                         |                         |       |  |
|  | C. S. y D. Gral. San Martín          | 3                | C. S. y D. Gral. San Martín | 3                                 |                  |                  |  |                             |             |             |                      |                         |                         |       |  |
|  | C. S. y D. Gral. San Martín          | 3                |                             |                                   |                  |                  |  |                             |             |             |                      |                         |                         |       |  |
|  | Club Juventud Agraria Colon          | 0                |                             |                                   |                  |                  |  |                             |             |             |                      |                         |                         |       |  |
|  | Club Juventud Agraria Colon          | 0                |                             |                                   |                  |                  |  | C. S. y D. Gral. San Martín | 3           |             |                      |                         |                         |       |  |
|  |                                      |                  |                             |                                   |                  |                  |  | C. S. y D. Gral. San Martín | 3           |             |                      |                         |                         |       |  |
|  |                                      |                  | C.D.y C. Unión Oncativo     | 1                                 |                  |                  |  |                             |             |             |                      |                         |                         |       |  |
|  | Universidad Nacional de San Juan     | 3                | C.D.y C. Unión Oncativo     | 1                                 |                  |                  |  |                             |             |             |                      |                         |                         |       |  |
|  | Universidad Nacional de San Juan     | 3                |                             |                                   |                  |                  |  |                             |             |             |                      |                         |                         |       |  |
|  | Monteros Vóley Club                  | 0                |                             |                                   |                  |                  |  |                             |             |             |                      |                         |                         |       |  |
|  | Monteros Vóley Club                  | 0                |                             | Universidad Nacional de San Juan  | 0                |                  |  |                             |             |             |                      | Tercer lugar            | Tercer lugar            |       |  |
|  |                                      |                  |                             | Universidad Nacional de San Juan  | 0                |                  |  |                             |             |             |                      | Tercer lugar            | Tercer lugar            |       |  |
|  |                                      |                  | C.D.y C. Unión Oncativo     | 3                                 |                  |                  |  |                             |             |             |                      |                         |                         |       |  |
|  | C.D.y C. Unión Oncativo              | 3                | C.D.y C. Unión Oncativo     | 3                                 |                  |                  |  |                             |             |             | C.A. Ciudad de Nieva | 3                       |                         |       |  |
|  | C.D.y C. Unión Oncativo              | 3                |                             |                                   |                  |                  |  |                             |             |             | C.A. Ciudad de Nieva | 3                       |                         |       |  |
|  | E.M. V. Baradero                     | 1                |                             |                                   |                  |                  |  |                             |             |             |                      |                         | C.D.y C. Unión Oncativo | 2     |  |
|  | E.M. V. Baradero                     | 1                |                             |                                   |                  |                  |  |                             |             |             |                      |                         | C.D.y C. Unión Oncativo | 2     |  |
|  |                                      |                  |                             |                                   |                  |                  |  |                             |             |             |                      |                         |                         |       |  |

### Octavos de final
| 08/02/2025 - 08:30 | UPCN | 3 - 0   | C.D.y B.P.I Almafuerte | Estadio Dr. Aldo Cantoni, San Juan |  |
|                    |      | Reporte |                        |                                    |  |

| 08/02/2025 - 08:30 | Club Mendoza de Regatas | 3 - 1   | UVT | Velódromo Vicente Alejo Chancay C3, San Juan |  |
|                    |                         | Reporte |     |                                              |  |

| 08/02/2025 - 10:30 | Municipalidad de Gral. San Martin | 3 - 0   | DARD | Velódromo Vicente Alejo Chancay C3, San Juan |  |
|                    |                                   | Reporte |      |                                              |  |

| 08/02/2025 - 12:00 | Obras SJ | 0 - 3   | C.A. Ciudad de Nieva | Velódromo Vicente Alejo Chancay C1, San Juan |  |
|                    |          | Reporte |                      |                                              |  |

| 08/02/2025 - 15:30 | Club Hispano SJ | 3 - 2   | Club Atlético Argentino de Pergamino | Estadio Dr. Aldo Cantoni, San Juan |  |
|                    |                 | Reporte |                                      |                                    |  |

| 08/02/2025 - 15:30 | C. S. y D. Gral. San Martín | 3 - 0   | Club Juventud Agraria Colon | Velódromo Vicente Alejo Chancay C3, San Juan |  |
|                    |                             | Reporte |                             |                                              |  |

| 08/02/2025 - 17:30 | Universidad Nacional de San Juan | 3 - 0   | Monteros Vóley Club | Estadio Dr. Aldo Cantoni, San Juan |  |
|                    |                                  | Reporte |                     |                                    |  |

| 08/02/2025 - 17:30 | C.D.y C. Unión Oncativo | 3 - 1   | E.M. V. Baradero | Velódromo Vicente Alejo Chancay C3, San Juan |  |
|                    |                         | Reporte |                  |                                              |  |

### Puestos 9 al 16
| 09/02/2025 - 08:30 | DARD | 1 - 3   | Obras SJ | Velódromo Vicente Alejo Chancay C2, San Juan |  |
|                    |      | Reporte |          |                                              |  |

| 09/02/2025 - 08:30 | C.D.y B.P.I Almafuerte | 3 - 0   | UVT | Velódromo Vicente Alejo Chancay C3, San Juan |  |
|                    |                        | Reporte |     |                                              |  |

| 09/02/2025 - 10:30 | Club Juventud Agraria Colon | 3 - 2   | Club Atlético Argentino de Pergamino | Velódromo Vicente Alejo Chancay C2, San Juan |  |
|                    |                             | Reporte |                                      |                                              |  |

| 09/02/2025 - 10:30 | Monteros Vóley Club | 1 - 3   | E.M. V. Baradero | Velódromo Vicente Alejo Chancay C3, San Juan |  |
|                    |                     | Reporte |                  |                                              |  |

### Cuartos de final
| 09/02/2025 - 15:30 | Municipalidad de Gral. San Martin | 2 - 3   | C.A. Ciudad de Nieva | Velódromo Vicente Alejo Chancay C3, San Juan |  |
|                    |                                   | Reporte |                      |                                              |  |

| 09/02/2025 - 15:30 | UPCN | 0 - 3   | Club Mendoza de Regatas | Estadio Dr. Aldo Cantoni, San Juan |  |
|                    |      | Reporte |                         |                                    |  |

| 09/02/2025 - 17:30 | C. S. y D. Gral. San Martín | 3 - 0   | Club Hispano SJ | Velódromo Vicente Alejo Chancay C3, San Juan |  |
|                    |                             | Reporte |                 |                                              |  |

| 09/02/2025 - 17:30 | Universidad Nacional de San Juan | 0 - 3   | C.D.y C. Unión Oncativo | Estadio Dr. Aldo Cantoni, San Juan |  |
|                    |                                  | Reporte |                         |                                    |  |

### Puestos 13 al 16

#### Semifinal
| 10/02/2025 - 08:30 | DARD | 3 - 0   | UVT | Velódromo Vicente Alejo Chancay C3, San Juan |  |
|                    |      | Reporte |     |                                              |  |

| 10/02/2025 - 08:30 | Club Atlético Argentino de Pergamino | 2 - 3   | Monteros Vóley Club | Estadio Dr. Aldo Cantoni, San Juan |  |
|                    |                                      | Reporte |                     |                                    |  |

#### Partido por el 15º puesto
| 11/02/2025 - 08:30 | UVT | 2 - 3                                     | Club Atlético Argentino de Pergamino | UPCN Voley Cancha 2, San Juan |  |
|                    |     | ( 21/25 23/25 25/23 25/21 12/15 ) Reporte |                                      |                               |  |

#### Partido por el 13º puesto
| 11/02/2025 - 10:30 | DARD | 2 - 3   | Monteros Vóley Club | Estadio Dr. Aldo Cantoni, San Juan |  |
|                    |      | Reporte |                     |                                    |  |

### Puestos 9 al 12

#### Semifinal
| 10/02/2025 - 10:30 | Obras SJ | 0 - 3   | C.D.y B.P.I Almafuerte | Estadio Dr. Aldo Cantoni, San Juan |  |
|                    |          | Reporte |                        |                                    |  |

| 10/02/2025 - 10:30 | Club Juventud Agraria Colon | 2 - 3   | E.M. V. Baradero | Velódromo Vicente Alejo Chancay C3, San Juan |  |
|                    |                             | Reporte |                  |                                              |  |

#### Partido por el 11º puesto
| 11/02/2025 - 10:30 | Obras SJ | 1 - 3   | Club Juventud Agraria Colon | Velódromo Vicente Alejo Chancay C3, San Juan |  |
|                    |          | Reporte |                             |                                              |  |

#### Partido por el 9º puesto
| 11/02/2025 - 12:00 | C.D.y B.P.I Almafuerte | 3 - 1   | E.M. V. Baradero | Velódromo Vicente Alejo Chancay C3, San Juan |  |
|                    |                        | Reporte |                  |                                              |  |

### Puestos 5 al 8

#### Semifinal
| 10/02/2025 - 15:30 | Municipalidad de Gral. San Martin | 0 - 3   | UPCN | Velódromo Vicente Alejo Chancay C3, San Juan |  |
|                    |                                   | Reporte |      |                                              |  |

| 10/02/2025 - 17:30 | Club Hispano SJ | 3 - 2   | Universidad Nacional de San Juan | Velódromo Vicente Alejo Chancay C3, San Juan |  |
|                    |                 | Reporte |                                  |                                              |  |

#### Partido por el 7º puesto
| 11/02/2025 - 10:30 | Municipalidad de Gral. San Martin | 2 - 3   | Universidad Nacional de San Juan | UPCN Voley Cancha 2, San Juan |  |
|                    |                                   | Reporte |                                  |                               |  |

#### Partido por el 5º puesto
| 11/02/2025 - 12:00 | UPCN | 3 - 1   | Club Hispano SJ | UPCN Voley Cancha 2, San Juan |  |
|                    |      | Reporte |                 |                               |  |

### Semifinales
| 10/02/2025 - 15:00 | C.A. Ciudad de Nieva | 0 - 3   | Club Mendoza de Regatas | Estadio Dr. Aldo Cantoni, San Juan |  |
|                    |                      | Reporte |                         |                                    |  |

| 10/02/2025 - 17:00 | C. S. y D. Gral. San Martín | 3 - 1                               | C.D.y C. Unión Oncativo | Estadio Dr. Aldo Cantoni, San Juan |  |
|                    |                             | ( 21/25 25/20 25/13 26/24 ) Reporte |                         |                                    |  |

#### Partido por el 3er puesto
| 11/02/2025 - 12:00 | C.A. Ciudad de Nieva | 3 - 2   | C.D.y C. Unión Oncativo | Estadio Dr. Aldo Cantoni, San Juan |  |
|                    |                      | Reporte |                         |                                    |  |

#### Final
| 11/02/2025 - 18:00 | Club Mendoza de Regatas | 0 - 3                         | C. S. y D. Gral. San Martín | Estadio Dr. Aldo Cantoni, San Juan |  |
|                    |                         | ( 21/25 19/25 23/25 ) Reporte |                             |                                    |  |

## Posiciones finales
| 1  | C. S. y D. Gral. San Martín          |
| 2  | Club Mendoza de Regatas              |
| 3  | C.A. Ciudad de Nieva                 |
| 4  | C.D.y C. Unión Oncativo              |
| 5  | UPCN                                 |
| 6  | Club Hispano SJ                      |
| 7  | Universidad Nacional de San Juan     |
| 8  | Municipalidad de Gral. San Martin    |
| 9  | C.D.y B.P.I Almafuerte               |
| 10 | E.M. V. Baradero                     |
| 11 | Club Juventud Agraria Colon          |
| 12 | Obras SJ                             |
| 13 | Monteros Vóley Club                  |
| 14 | DARD                                 |
| 15 | Club Atlético Argentino de Pergamino |
| 16 | UVT                                  |
| 17 | Selección Argentina U17              |
| 18 | E.M. Choique Voley                   |
| 19 | Unión de Amigas por el vóley         |